# Félix Lionnet
Pour les articles homonymes, voir Lionnet.
Félix Lionnet, né le 15 décembre 1832 à La Châtaigneraie en Vendée et mort le 11 novembre 1896 à La Châtaigneraie, est un artiste-peintre.

## Biographie

### Les premières années
Son acte de naissance nous apprend que son père, Félix Lionnet, était marchand orfèvre demeurant à La Châtaigneraie et que sa mère s’appelait Marthe Clémentine Lebel.
Fils unique, Félix Lionnet est issu d’une famille de notables, son père était maître orfèvre à La Châtaigneraie et sa mère était issue d’une famille de propriétaires de biens.
Son grand-père paternel était chirurgien à Mouilleron-en-Pareds, commune voisine. La Révolution l’a obligé à s’éloigner. Au décès de sa jeune épouse, il confia son fils unique au régent de l’école et partit s’embarquer à Rochefort en 1804. Chirurgien attaché à la marine, il participa aux batailles navales, dont celle fameuse de Trafalgar. En 1810, il débarqua à Port Louis, sur l’île Maurice et ne revint jamais au pays.
Félix Lionnet est orphelin de père à dix ans, sa mère quitte alors La Châtaigneraie pour Nantes afin qu'il poursuive ses études.

### Artiste-peintre

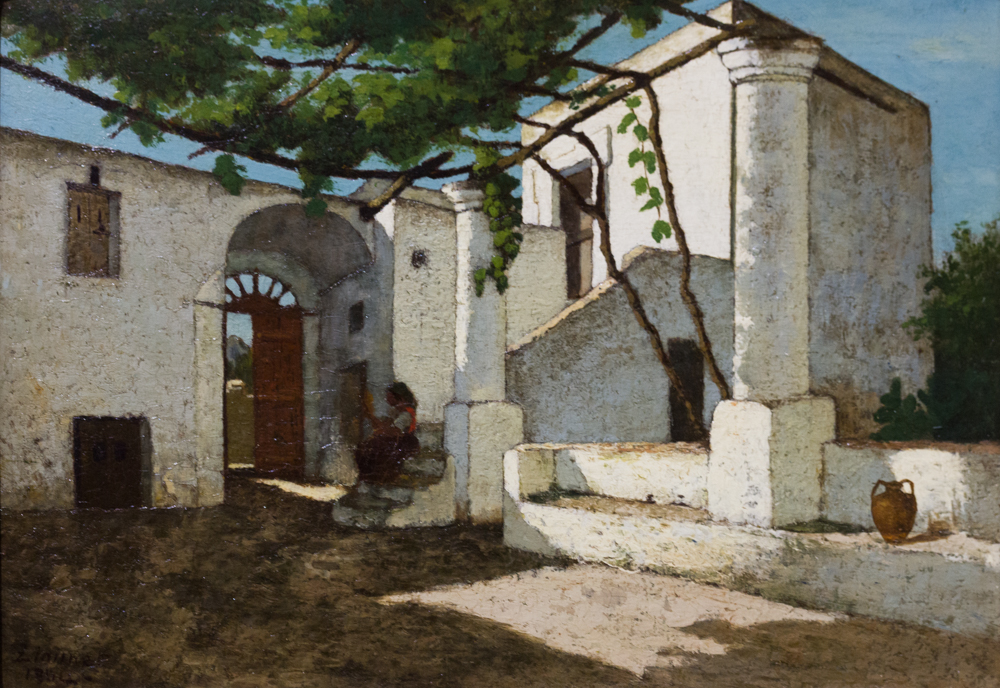
Paysage, Cour à Capri, 1864. Musée des Beaux-Arts de Nantes.

Une fois les études de son fils achevées, elle retourne à La Châtaigneraie et s’installe dans une maison sur la route de Fontenay-le-Comte. Félix Lionnet poursuit sa route, son goût très vif pour le dessin le conduit chez le peintre nantais Fortin, qui l’envoie comme élève chez Corot à Paris. Félix Lionnet devient un peintre paysagiste dans les pas de l’école de Barbizon, prônant la réalité de la nature comme motif.
En 1857, Corot envoie Félix Lionnet en Italie pour qu’il s’attache au dessin et aux valeurs de tons. Il est reçu à Rome par Edgar Degas. Il travaille le soir, à l’Académie de France installée à la villa Médicis à Rome. Durant ces sept années d’études, le dessin à partir du modèle vivant et la copie des maîtres feront de Lionnet un peintre académique de talent, aux côtés de ses condisciples Gustave Moreau, Degas, Jules-Elie Delaunay, Léon Bonnat... 
Durant ces mêmes années, il voyage également beaucoup : Venise, Florence, Naples, Pompéi, Capri, Athènes, Constantinople, Beyrouth, Damas, Le Caire, Carthage... Son journal rassemble les souvenirs de ses voyages en Italie et au Proche-Orient. 
Le sculpteur Henri Chapu réalise en 1862 un médaillon en bronze avec le portrait de Félix Lionnet, conservé au musée d'Orsay.
Il expose au Salon des artistes de 1864 à 1869,.
Félix Lionnet est de retour à La Châtaigneraie le 9 mars 1865 et il se marie le 28 avril 1868 à Cheffois, commune voisine, avec Marie-Louise Rousseau. Ils ont un fils en 1869, Félix Léon Jean Baptiste. Ce dernier mourra en 1887 à 18 ans.
La famille Lionnet achète en mars 1873 un terrain pour construire une maison, terrain situé au carrefour du Pavillon à La Châtaigneraie. 
La vie publique occupe également Félix Lionnet. Fin 1870 il est maire nommé pendant cinq mois. Il est ensuite élu adjoint pendant dix années, de 1882 à 1892.
Il ne manque pas non plus de recevoir ses amis artistes de Paris et de Nantes, connus lors de ses voyages en Italie et en Orient. Seul ou avec ses amis, il peint chaque jour sa maison et la campagne vendéenne jusqu’à Noirmoutier et l’île d’Yeu. Il expose régulièrement à Nantes, Rennes et Angers.
Félix Lionnet meurt à La Châtaigneraie à l’âge de 64 ans de la maladie de langueur qui l’avait frappé, mais qui lui laissa jusqu’au dernier moment toute son intelligence.
Sa femme meurt le 17 août 1936, à l’âge de 87 ans. Veuve pendant 40 ans, elle a su rendre hommage à l’artiste qu’était son mari. Elle a fait don de plusieurs œuvres au musée de Nantes et a transmis le journal de voyage dans sa succession. La maison du peintre Lionnet à La Châtaigneraie est inscrite, le décor intérieur étant inspiré des voyages du peintre, aux monuments historiques depuis 2007. Une rue porte également son nom.
À La Châtaigneraie une association est créée en juin 2009 « Association des Amis de Félix Lionnet » afin de « rechercher, tenir l’inventaire et faire connaître les œuvres et les écrits de Félix Lionnet (1832-1896), artiste peintre, élève de Corot, maître de la peinture de son temps et grand voyageur au XIXe siècle, né à La Châtaigneraie et ancien maire de cette commune où il a résidé »,.
La vie de Félix Lionnet et de sa famille fait l'objet d'un développement important dans le livre d'Edward Duyker, historien australien, Mauritian heritage : an anthology of the Lionnet, Commins, and related families.

### Œuvres
- ND - Campagne romaine, Musée des beaux-arts de Nantes[14]
- ND -  Études pompéiennes, musée des beaux-arts de Nantes[15]
- ND - Via Tiburtine, musée des beaux-arts de Nantes[16]
- ND - Villa Terrassine, musée des beaux-arts de Nantes[17]
- ND - Vue de Naples, musée des beaux-arts de Nantes[18]
- 1860 - Vue de l'ile de Capri, musée municipal de La Roche-sur-Yon[19]
- 1863 - Le Forum, musée municipal de La Roche-sur-Yon[20]
- 1863 - Paysage, musée des beaux-arts de Nantes[21]
- 1864 (salon) - Une rue à Sonnino[6]
- 1864 - Paysage, musée des beaux-arts de Nantes[22]
- 1864 - Souvenir de Capri, musée des beaux-arts de Nantes[23]
- D. non connue : Le baiser de Judas, copie d'un tableau éponyme d'Ernest Hébert (1853), conservée dans l'église de la Châtaigneraie [23]